# 上島村 (茨城県)
上島村（かみしまむら）は茨城県鹿島郡にかつて存在した村である。

## 地理
- 現在の鉾田市の南部、旧大洋村の北部に位置する。
- 村は太平洋に面し、北浦の東岸している。

## 歴史
村名はかつて存在した上島郷に由来する。

### 村域の変遷
- 1889年（明治22年）4月1日 - 町村制施行により、梶山村・汲上村・二重作村・青山村・台濁沢村が合併し鹿島郡上島村が発足。
- 1955年（昭和30年）3月31日 - 白鳥村と合併し大洋村が発足。同日上島村廃止。

変遷表
| 1868年 以前 | 1868年 以前 | 明治22年 4月1日 | 昭和30年 3月31日 | 平成17年 10月11日 | 現在   |
| ----------- | ----------- | --------------- | ---------------- | ----------------- | ------ |
|             | 梶山村      | 上島村          | 大洋村           | 鉾田市            | 鉾田市 |
|             | 汲上村      | 上島村          | 大洋村           | 鉾田市            | 鉾田市 |
|             | 二重作村    | 上島村          | 大洋村           | 鉾田市            | 鉾田市 |
|             | 青山村      | 上島村          | 大洋村           | 鉾田市            | 鉾田市 |
|             | 台濁沢村    | 上島村          | 大洋村           | 鉾田市            | 鉾田市 |

## 人口・世帯

### 人口
総数 [単位： 人]
| 1891年（明治24年） | 2,721 |
| 1909年（明治42年） | 3,045 |
| 1920年（大正 9年） | 3,133 |
| 1935年（昭和10年） | 3,231 |
| 1950年（昭和25年） | 4,325 |

### 世帯
総数 [単位： 世帯]
| 1920年（大正 9年） | 637 |
| 1935年（昭和10年） | 637 |
| 1950年（昭和25年） | 780 |

## 交通

### 道路
- 二級国道
  - 国道123号（ → 国道51号）